# Hermann Rochus zu Lynar
 Hermann Rochus Graf zu Lynar-Lübbenau  (* 4. Februar 1797 in Dresden; † 31. Dezember 1878 in Lübbenau) war ein deutscher Standesherr und Politiker aus dem Adelsgeschlecht Lynar (gräfliche Linie).

## Familie
Nach dem Tod des Urgroßvaters Rochus Friedrich zu Lynar teilte sich die ältere, gräfliche Linie von der jüngeren, die später gefürstet wurde. Stammherr der älteren gräflichen Linie war Christian Ernst (* 6. Februar 1742; † 28. April 1784), Großvater von Hermann zu Lynar-Lübbenau. Die Familie residierte auf Schloss Lübbenau und trug zur Unterscheidung den Namenszusatz Lübbenau.
Hermann zu Lynar-Lübbenau war der Sohn des Grafen Rochus August zu Lynar-Lübbenau (1773–1800). Die Mutter Auguste Charlotte heiratete nach dem frühen Tod des Vaters Ferdinand Hans Ludolph von Kielmannsegge. Da der ältere Bruder im Kindesalter starb, wurde Hermann zu Lynar-Lübbenau Erbe der väterlichen Grafschaft. Mit der Mediatisierung der Herrschaft im Rahmen des Reichsdeputationshauptschlusses wurde er am 4. September 1801 zum Standesherren der Standesherrschaft Lübbenau, Herr auf Groß-Beuchow, Dubrau, Kalkwitz, Groß-Lübbenau, Mlode und Seese.
Hermann zu Lynar-Lübbenau, der evangelischer Konfession war, heiratete am 1. Oktober 1821 in Groß Gievitz Gräfin Mathilde Sophie Friederike Wilhelmine Henriette von Voss (* 1. Dezember 1803; † 19. Januar 1838), die Tochter des Kammerherren und späteren Gesandten und bevollmächtigten Minister in Neapel, August von Voß.
Am 11. November 1839 heiratete er in Friedersdorf Marie Charlotte von der Marwitz (* 5. März 1821; † 27. Januar 1895), die Tochter von Friedrich August Ludwig von der Marwitz.
Der Sohn aus erster Ehe Hermann Maximilian zu Lynar-Lübbenau (1825–1914) folgte ihm als Standesherr. Er war auch Mitglied des Preußischen Herrenhauses. Dessen Sohn Rochus Friedrich zu Lynar (1857–1928) war letzter Standesherr und ebenfalls Mitglied des Herrenhauses. Der zweite Sohn aus erster Ehe Hermann Albert zu Lynar wurde preußischer Generalleutnant.
Hermann zu Lynar-Lübbenau diente in der preußischen Armee und wurde Rittmeister a. D. 1821 wurde er zum Kammerherren ernannt. Er wurde mit dem Roten Adlerorden 2. Klasse ausgezeichnet. 1870 ist er der dienstälteste Rechtsritter des Johanniterordens, ernannt 1854, Mitglied der Provinzial-Genossenschaft Brandenburg.
Nachmals veröffentlichte das 1879 erstpublizierte Generaladressbuch der Rittergutsbesitzer des Königreiches Preußen seine Begüterungen, das Schloss Lübbenau mit dazugehörigem Land von 3240 ha, dazu Gross-Lübbenau 678 ha, Klein-Mehso 371 ha, Lichtenau 176 ha, Dubrau 361 ha, Gross-Beucho zu 241 ha, 691 ha in Buckow, 81 ha in Redlitz sowie Seese mit 1159 ha.

## Politik
Er war Mitglied der Landesdeputation der Niederlausitz und dort 1850 Vorsitzender. Ab 1827 war er Mitglied des Provinziallandtags der Provinz Brandenburg. 1847 war er Mitglied des Vereinigten Landtags, 1848 der vereinigten ständischen Ausschüsse. 1850 gehörte er dem Volkshaus des Erfurter Unionsparlaments an. 1854 bis 1878 war er als erblich Berechtigter für die Standesherrschaft Lübbenau Mitglied im Preußischen Herrenhaus.